# Сирисена, Майтрипала
Паллеуатте Гамаралаге Майтрипала Япа Сирисена (синг. පල්ලෙවත්ත ගමරාලගේ මෛත්‍රීපාල යාපා සිරිසේන, там. பல்லேவத்தை கமரலாலாகே மைத்திரிபால யாப்பா சிறிசேன; род. 3 сентября 1951 года, Юана, Северо-Центр, Цейлон) — ланкийский государственный и политический деятель, 7-й президент Шри-Ланки с 9 января 2015 года по 18 ноября 2019 года.

## Биография

### Молодые годы
Маитрипала Сирисена родился 3 сентября 1951 года в Юане на Цейлоне. Его отец — ветеран Второй мировой войны Альберт Сирисена, при премьер-министре Цейлона Д. С. Сенанаяке был награждён пятью акрами рисовых полей в Полоннаруве рядом с озером Паракрама Самудра. Его мать была учительницей.
Маитрипала получил образование в Королевском центральном колледже Полоннарувы. Затем, в течение трех лет он учился в Сельскохозяйственной школе Шри-Ланки в Кундасале в Канди. В 1980 году он получил диплом в области политических наук Литературного института имени А. М. Горького в СССР.

### Начало политической деятельности
В возрасте 15 лет заинтересовался коммунизмом, вступил в Коммунистическую партию Цейлона (маоистскую), где тесно сотрудничал с генеральным секретарём Нагалингамом Шанмугатасаном. В 1967 году Маитрипала присоединился к Молодёжной лиге Партии свободы в Полоннаруве. В течение всей революции 1971 года, хоть и не участвовал в ней, но сидел в тюрьме в Баттикалоа по сфабрикованным обвинениям. После освобождения и оправдания в 1972 году, работал в многоцелевом кооперативе в Палугасдамане, а также был сельским офицером. В 1978 году побывал на фестивале молодёжи и студентов в Гаване (Куба), однако правительство не давало отпуска и он ушёл в отставку с государственной службы. В 1979 году стал секретарём районной организации партии, в 1981 году — членом политбюро, а в 1983 году — президентом Молодёжной лиги всего острова. В том же году посетил КНР.

### Карьера
На парламентских выборах 1989 года, Сирисена в качестве одного из кандидатов Партии свободы был избран в Парламент от округа Полоннарува. С тех пор, он непрерывно переизбирался в течение 18 лет.На парламентских выборах 1994 года победил как кандидат от партии «Народный альянс». После этого, он был назначен заместителем министра ирригации в новом правительстве во главе с Чандрикой Кумаратунгой. В 1997 году Кумаратунга назначила Сирисену на пост министра развития Махавели. В августе 2000 года он пытался стать генеральным секретарём Партии свободы, но потерпел поражение от С. Б. Диссанаяке, после чего был назначен его заместителем. Сирисена переизбрался в 2000 году и сохранил свой министерский портфель. В октябре 2001 года после бегства Диссанаяке в Объединенную национальную партию, Сирисена стал генеральным секретарём Партии свободы.
По результатам парламентских выборов 2001 года, Сирисена снова переизбрался, однако Народный альянс проиграл и он потерял свой министерский пост. В январе 2004 года Партия свободы вместе с Народным фронтом освобождения сформировала политический союз под названием Объединенный народный альянс свободы, от которого Сирисена в том же году переизбрался в парламент. В апреле 2004 года президент Кумаратунга назначила его министром по развитию Раджараты развития в новом правительстве, а позже он был избран лидером Палаты. В июле 2005 года должность Сирисены стала называться «министр ирригации, развития Махавели и Раджараты», и в августе он ушёл в отставку с поста лидера палаты.
После президентских выборов 2005 года, избранный президент Махинда Раджапаксе в ноябре назначил Сирисену министром сельского хозяйства, охраны окружающей среды, ирригации и развития Махавели. 27 марта 2006 года его личный секретарь М. Л. Дхармасири был застрелен неизвестными вооруженными лицами в Аранангауиле. После перестановок в кабинете министров в январе 2007 года, Сирисена был назначен министром сельскохозяйственного развития и аграрных услуг. 9 октября 2008 года кортеж Сирисены был атакован террористом-смертником из группировки «Тигры освобождения Тамил-Илама» в районе Боралесгамува в Коломбо. В результате взрыва погиб один человек и семь получили ранения. Сирисена был переизбран на парламентских выборах 2010 года и в апреле был назначен министром здравоохранения.

### Кандидат в президенты
После спекуляций в СМИ, 21 ноября 2014 года Сирисена объявил о том, что выходит из состава правительства, и выступит против действующего президента Раджапаксе на президентских выборах 2015 года в качестве кандидата от общей оппозиции. Раджапаксе позже заявил, что этот шаг стал «ударом ножом в спину». Сирисена аргументировал свои намерения тем, что в Шри-Ланке всё контролируется одной семьёй и что страна движется к диктатуре безудержной коррупции, кумовства и нарушения господства права. В случае своей победы, он пообещал в течение 100 дней с момента избрания убрать исполнительное президентство, отменить спорную восемнадцатую и вернуть семнадцатую поправку, а также назначить лидера ОНП Ранила Викрамасингхе на пост премьер-министра.
Сирисена получил поддержку главной оппозиционной партии ОНП, Национального альянса тамилов, бывшего президента Чандрики Кумаратунги и нескольких депутатов от ОНАС, ушедших вместе с ним: Думинда Диссанаяке, Васанта Сенанаяке, Раджитха Сенарате, Раджива Виджесинха. После объявления Сирисены о своих намерениях, он и несколько других министров, поддержавших его, были лишены своих постов, исключены из Партии свободы, у них были отняты служебные автомобили и снята охрана.
По предварительным итогам выборов, оглашённым 9 января 2015 года — на следующий день после голосования, Сирисена набрал 51,3 %, а Раджапаксе — 46,9 %. Не дождавшись окончательных результатов, Раджапаксе признал своё поражение и пообещал обеспечить «плавный переход власти по пожеланию народа».

### Пост президента Шри-Ланки
9 января Сирисена принёс президентскую присягу перед членом Верховного суда Канагасабапати Срипаваном, отметив, что не будет в будущем баллотироваться на второй срок. Сирисена пообещал защищать свободу слова, призвал всех политических оппонентов прежнего режима вернуться на родину, распорядился снять ограничения на деятельность оппозиционных веб-сайтов, а также пообещал прекратить слежку за журналистами и политиками. Таким образом, он стал 7-м президентом Шри-Ланки и назначил Ранила Викрамасингхе на пост премьер-министра.
После выборов на сторону Сирисены, поддерживаемого 89 депутатами из 225 членов парламента, перешли более 40 парламентариев из партии Раджапаксе. В то же время, представитель президента Раджитха Сенарате на пресс-конференции в Коломбо сообщил о том, что Раджапаксе согласился уйти со своего поста только после того, как главнокомандующий армией и начальник полиции отказались содействовать ему в удержании власти, в результате чего будет проведено расследование «попытки переворота».